# Microthericles fascipes
Microthericles fascipes är en insektsart som beskrevs av Marius Descamps 1977. Microthericles fascipes ingår i släktet Microthericles och familjen Thericleidae. Inga underarter finns listade i Catalogue of Life.